# Jack Layton
John Gilbert "Jack" Layton, PC, MP, född 18 juli 1950 i Montréal i Québec, död 22 augusti 2011 i Toronto i Ontario, var en kanadensisk socialdemokratisk politiker, professor i statsvetenskap och ledare för den officiella oppositionen i Kanadas parlament. 
Layton var ledare för Nya demokratiska partiet från 2003 till 2011 och satt tidigare som Toronto City Council, där han var tillförordnad borgmästare och vice borgmästare i Toronto. Han var riksdagsledamot för valkretsen Toronto-Danforth från 2004 fram till sin död. Han avled den 22 augusti 2011 vid 61 års ålder i cancer. Han var gift med Olivia Chow som även hon var parlamentsledamot.

## Sjukdom och bortgång

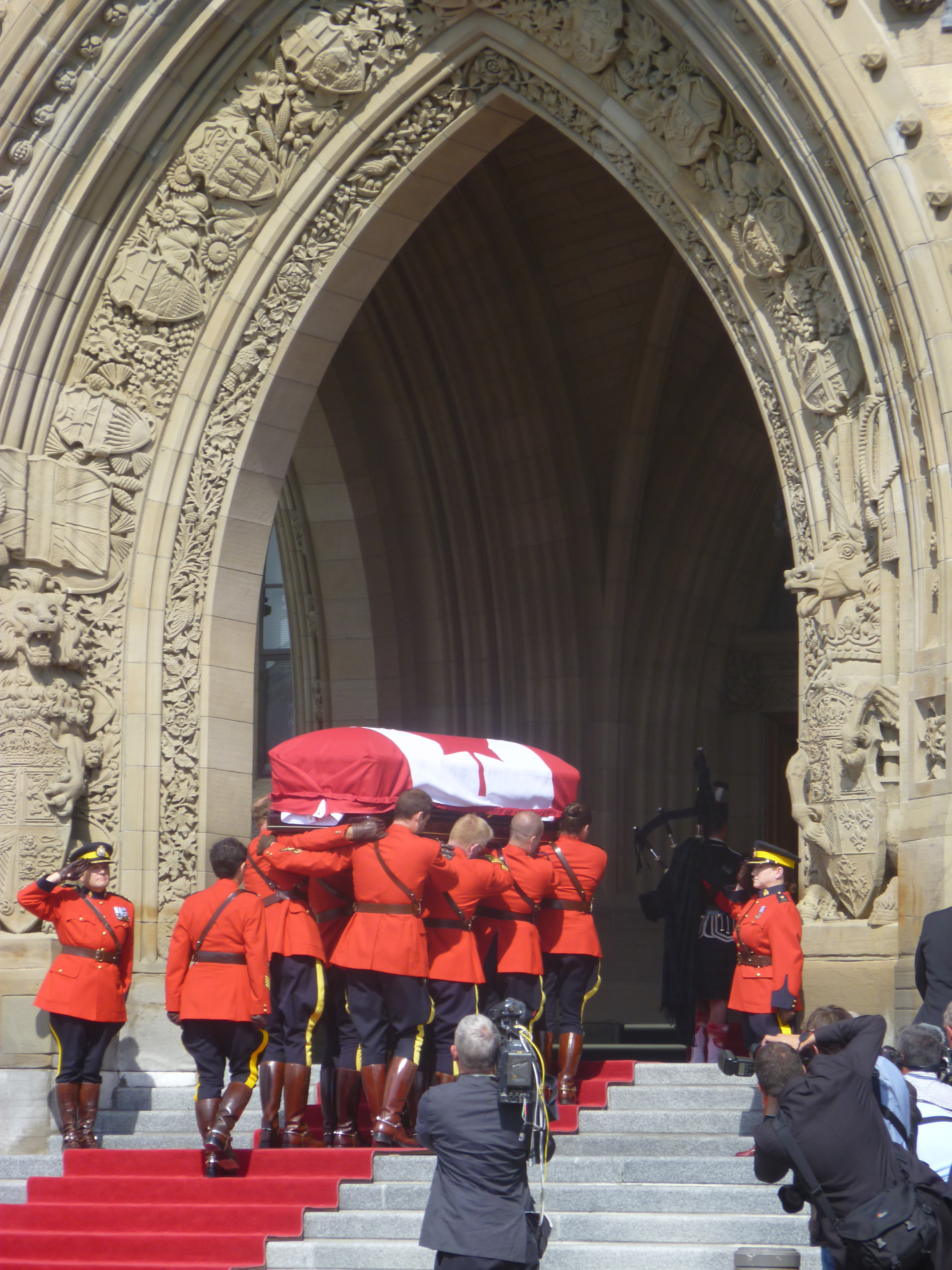
Jack Laytons kista under begravningen.

Den 5 februari 2010 gick Layton ut med att han fått prostatacancer. Han berättade att hans far, Robert Layton, hade fått samma besked 17 år tidigare men tillfrisknat.